# Episodi de I sopravvissuti (seconda stagione)
La seconda stagione della serie televisiva I sopravvissuti è andata in onda sulla BBC dal 31 marzo al 23 giugno 1976.
| nº | Titolo originale            | Titolo italiano                   | Prima TV UK    | Prima TV Svizzera |
| -- | --------------------------- | --------------------------------- | -------------- | ----------------- |
| 1  | Birth of a Hope             | Nascita di una speranza           | 31 marzo 1976  |                   |
| 2  | Greater Love                | L'amore più grande                | 7 aprile 1976  |                   |
| 3  | Lights of London – Part one | Le luci di Londra (prima parte)   | 14 aprile 1976 |                   |
| 4  | Lights of London – Part two | Le luci di Londra (seconda parte) | 21 aprile 1976 |                   |
| 5  | The Face of the Tiger       | Il volto della tigre              | 28 aprile 1976 |                   |
| 6  | The Witch                   | La strega                         | 5 maggio 1976  |                   |
| 7  | A Friend in Need            | Il cecchino                       | 12 maggio 1976 |                   |
| 8  | By Bread Alone              | Di solo pane                      | 19 maggio 1976 |                   |
| 9  | The Chosen                  | Gli eletti                        | 26 maggio 1976 |                   |
| 10 | Parasites                   | Parassiti                         | 2 giugno 1976  |                   |
| 11 | New Arrivals                | Nuovi arrivi                      | 9 giugno 1976  |                   |
| 12 | Over the Hills              | Oltre le colline                  | 16 giugno 1976 |                   |
| 13 | New World                   | Un nuovo mondo                    | 23 giugno 1976 |                   |